# غران (مقاطعة فومن)
غران (بالفارسية: گران) هي قرية تقع في غيلان في إيران. يقدر عدد سكانها بـ 254 نسمة بحسب إحصاء 2016.